# Get the Funk Out
Get the Funk Out è una canzone del gruppo musicale statunitense Extreme, estratta come secondo singolo dall'album Extreme II: Pornograffitti nel 1990. 
Come suggerisce il titolo, il brano si caratterizza per il suo stile funk metal (accompagnato da una sezione di corni). Appare come ospite speciale il chitarrista Pat Travers, che esegue alcune parti come seconda voce, prima del ritornello.
Fu l'ultimo singolo estratto dall'album prima della ballata acustica More Than Words, che pochi mesi più tardi porterà gli Extreme nelle parti alte delle classifiche di tutto il mondo, consacrando la fama del gruppo.

## Tracce
7" Single A&M 390 613-7
1. Get the Funk Out – 4:24
2. Li'l Jack Horny – 4:52

CD Maxi-Single AMCD 737
1. Get the Funk Out – 4:24
2. Li'l Jack Horny – 4:52
3. Mutha (Don't Wanna Go to School Today) (Remix) – 3:30

## Classifiche
| Classifica (1991)             | Posizione massima |
| ----------------------------- | ----------------- |
| Irlanda                       | 24                |
| Paesi Bassi                   | 33                |
| Regno Unito                   | 19                |
| Stati Uniti (mainstream rock) | 34                |